# Mesedra violacea
Mesedra violacea är en fjärilsart som beskrevs av W. Warren 1904. Mesedra violacea ingår i släktet Mesedra och familjen mätare. Inga underarter finns listade i Catalogue of Life.